# Guy Oliver Nickalls
Guy Oliver Nickalls (Wycombe, Buckinghamshire, 4 d'abril de 1899 - Londres, 26 d'abril de 1974) va ser un remer anglès que va competir a començaments del segle xx.
Nasqué en el si d'una família molt vinculada al rem, car son pare, Guy Nickalls, també remer i medallista olímpic als Jocs de Lodres de 1908. El seu avi, Tom Nickalls, va ser un dels membres fundadors del London Rowing Club. El seu oncle, Sir Harcourt Gold, fou president de la Henley Royal Regatta de 1945 a 1952 i president de la Federació Britànica de Rem entre 1948 a 1952. Nickalls estudià a Eton i al Magdalen College de la Universitat d'Oxford.
El 1920 va prendre part en els Jocs Olímpics d'Anvers, on guanyà la medalla de plata en la competició del vuit amb timoner del programa de rem. Aquell mateix any, formant equip amb Richard Lucas, guanyà la Silver Goblets de la Henley Royal Regatta. El 1921 va formar part de la tripulació d'Oxford a la Regata Oxford-Cambridge i va perdre la Silver Goblets contra John Campbell i Humphrey Playford. En 1922 va tornar a disputar la Regata Oxford-Cambridge, però va guanyar la Silver Goblets. El 1923 va guanyar l'Oxford-Cambridge i fou subcampió de nou de la Silver Goblets, com també ho fou el 1925, 1926 i 1927.
El 2 d'abril de 1927 va formar part de l'equip de comentaristes que van efectuar la primera retransmissió de la Regata Oxford-Cambridge per la BBC.
El 1928, als Jocs d'Amsterdam, tornà a guanyar la medalla de plata en la competició del vuit amb timoner del programa de rem. Aquell mateix any guanyà la Grand Challenge Cup de la Henley Royal Regatta.
Una vegada retirat continuà vinculat al rem i va ser president de la Federació Britànica de Rem durant la dècada dels cinquanta.